# Loo (Duiven)
Loo is een Nederlands dorp in de Gelderse Liemers, vlak bij Duiven en Zevenaar, oostelijk van Arnhem. Loo behoort tot de gemeente Duiven en heeft 1.190 inwoners (1 januari 2023, bron: CBS).
De oorspronkelijke naam van het dorp was Angeroyen, genoemd naar de waarden die tot Angeren behoorden, aan de Betuwse kant van de Rijn. Na een stroomverlegging in de middeleeuwen kwamen deze waarden aan de Liemerse zijde te liggen. Zo kwam het dorp Angeroyen in de Liemers te liggen. Het bestond uit een ontginningsgebied tussen Westervoort en Groessen, omgord door een oude rijnstrang: de Leijgraaf. De band met het dorp Angeren blijkt uit de naam, een Ooy is een ander woord voor waard.
In het dorp stond een kapel die oorspronkelijk viel onder Angeren. Een veerpont verbond Angeroyen met Huissen. Naast dit Looveer, binnendijks gelegen, lag een havezate, ook Angeroyen genaamd. De familie Gruyter werd vanwege dit adellijke goed in de Kleefse ridderschap verschreven.
De katholieke Sint-Antonius Abtkerk is een vroeg werk van Alfred Tepe.
De eerste zondag na 15 augustus (Maria Hemelvaart) wordt in Loo de traditionele processie gehouden, met daaraan gekoppeld de kermis & schuttersfeesten.

## Bezienswaardigheden
In het dorp zijn een aantal bezienswaardigheden:
- Sint-Antonius Abtkerk
- Huis Loowaard
- Ceres
- De Dorpsomroeper
- T-boerderij Loostraat